# Попок Андрій Андрійович
Андрій Андрійович Попок (нар. 14 грудня 1966. м. Боярка, Києво-Святошинський район, Київська область, Українська РСР, СРСР) — український науковець, історик та фахівець у сфері державного управління, віцепрезидент Національної академії державного управління при Президентові України (06.2011-07.2021), кандидат історичних наук (2003), доктор наук з державного управління (2010), професор (2013), Заслужений діяч науки і техніки України (2014).

## Освіта
- 1988 — Київське вище військово-морське політичне училище.
- 2006 — Національна академія державного управління при Президентові України (факультет вищих керівних кадрів).

## Професійна діяльність
Військову службу проходив на кораблях і в частинах Тихоокеанського флоту. У грудні 1990 року обраний першим секретарем Первомайського РК ВЛКСМ м. Владивостока.
1990-1993 — депутат, голова постійної комісії з питань молоді і спорту Первомайської районної ради м. Владивостока (склав повноваження достроково у 1993 році у зв'язку з відмовою від російського громадянства, що автоматично надавалося військовослужбовцям, які проходили службу на території Російської Федерації).
1996-1999 — начальник відділу, начальник відділу — заступник начальника Управління Міністерства України у справах національностей і міграції; начальник Управління у справах української діаспори Державного комітету України у справах національностей та міграції; відповідальний секретар Міжвідомчої координаційної ради з питань співробітництва з українською діаспорою при Кабінеті Міністрів України.
2002-2004 — начальник Управління у справах української діаспори та міжнародних зв'язків Державного комітету України у справах національностей та міграції.
2005—2021 — професор кафедри соціальної і гуманітарної політики Національної академії державного управління при Президентові України.
2009-2011 — заступник голови Державного комітету України у справах національностей та релігій.
З червня 2011 по липень 2021 — віцепрезидент Національної академії державного управління при Президентові України.
Бере активну участь у законотворчому процесі в Україні. Входив до складу робочих груп із підготовки проєктів законів України «Про концепцію державної етнонаціональної політики України» та «Про правовий статус закордонних українців», брав безпосередню участь у підготовці до ратифікації проєкту Закону України «Про ратифікацію Угоди між Україною і Республікою Молдова про співробітництво у забезпеченні прав осіб, які належать до національних меншин». Президентом України був визначений доповідачем законопроєкту під час його розгляду на пленарному засіданні Верховної Ради України. Ініціював створення й організував роботу науково-консультативної ради при Держкомнацрелігій. Керівник Української частини Підкомісії з питань співробітництва у галузі культурно-мовних потреб національних меншин Підкомітету з питань гуманітарного співробітництва Українсько-російської міждержавної комісії; очолював Міжвідомчу робочу групу з протидії проявам ксенофобії, міжетнічній та расовій нетерпимості (2009-2011); був заступником голови Української частини Двосторонньої Українсько-Словацької комісії з питань національних меншин, освіти і культури (2009-2011).
Член Конституційної Асамблеї України — спеціального допоміжного органу, утвореного Президентом України з метою підготовки законопроєкту (законопроєктів) про внесення змін до Конституції України (2012-2015).
Член Національної експертної комісії з питань захисту суспільної моралі (2008-2015).
Державний службовець 3-го рангу (2010).

## Наукова діяльність
25 жовтня 2002 р. в Інституті історії України НАН України захистив дисертацію на здобуття наукового ступеня кандидата історичних наук на тему «Українські поселення на Далекому Сході як історичний та етнокультурний феномен (кінець XIX — XX ст.)» (спеціальність 07.00.02 – всесвітня історія).
20 травня 2010 року в Національній академії державного управління при Президентові України захистив дисертацію на здобуття наукового ступеня доктора наук з державного управління на тему: «Формування та реалізація державної політики щодо закордонного українства» (спеціальність 25.00.02 — механізми державного управління).
Вчене звання —  професор (2013).
Державну службу поєднує з дослідницькою, науковою та викладацькою діяльністю. А. А. Попок знаний в Україні фахівець у галузі державного управління, історії, соціології та етнополітики. Автор (співавтор) понад 130 наукових і науково-методичних праць, серед яких сім монографій, чотири підручники та вісім навчальних посібників. Зокрема монографій: «Еміграційний потенціал осіб українського походження та вихідців з України — жителів Республіки Казахстан» (1998, у співавт.), «Українці Румунії: сучасний стан та перспективи етнокультурного розвитку» (1999, у  співавт.), «Українські поселення на Далекому Сході: історико-соціологічний нарис» (2001), «Історична батьківщина — діаспора: європейський досвід взаємин» (2003, у співавт.), «Закордонне українство як об'єкт державної політики» (2007).
Входить до складу (був членом) редколегій науково-популярних журналів, часописів, наукових фахових видань, серед яких «Командор», «Вісник Держкомнацміграції», «Вісник Держкомнацрелігій», «Вісник Національної академії державного управління при Президентові України», «Збірник наукових праць Національної академії державного управління при Президентові України» та ін.
Був головою спеціалізованої вченої ради Д 26.810.02 в Національній академії державного управління при Президентові України, якій надано право прийняття до розгляду та проведення захисту дисертацій на здобуття наукового ступеня доктора і кандидата наук з державного управління за спеціальностями 25.00.02 – механізми державного управління, 25.00.04 – місцеве самоврядування. Входив до складу спеціалізованих вчених рад: К 43.863.01 в Одеському регіональному інституті державного управління Національної академії державного управління при Президентові України (2012-2015) з правом присудження наукового ступеня кандидата наук з державного управління за спеціальностями 25.00.01 – теорія та історія державного управління, 25.00.02 – механізми державного управління, 25.00.04 – місцеве самоврядування; К 35.052.15 у Національному університеті «Львівська політехніка» (2009–2011) та К 26.709.04 у Національній академії оборони України (2004–2006), яким надано право присудження наукового ступеня кандидата історичних наук за спеціальністю 20.00.22 — військова історія (історичні науки).
Автор і викладач навчальних курсів «Закордонне українство» та «Міжетнічні стосунки в сучасній Україні» в Київському національному університеті імені Тараса Шевченка (2003–2005); «Історія та культура закордонного українства» у Київському національному університеті культури та мистецтв (2004–2007); «Етнічна динаміка українського суспільства» у Національному педагогічному університеті імені Михайла Драгоманова (2010-2013), дисципліни «Державна політика щодо закордонного українства» в Національній академії державного управління при Президентові України (з 2006).
За роки трудової діяльності у А. А. Попка сформувався професійний і науковий інтерес до проблем становлення й реалізації державної етнонаціональної та релігійної політики, державної політики щодо закордонного українства, соціальної та гуманітарної політики.
Підготував 9 кандидатів наук (на 2020 рік).

## Громадська діяльність
Перебуваючи на Далекому Сході, А. А. Попок пропагує українську культуру, бере активну участь у життєдіяльності української громади.
Ініціатор створення і перший голова (1991-1993) Товариства української культури Приморського краю.
1992-1993 — офіційний представник Товариства «Україна» на Далекому Сході.
Входить до складу оргкомітетів першого і другого (1992; 1997) Всесвітніх форумів українців, член Української Всесвітньої Координаційної Ради (1992-1997).

## Нагороди
Нагороджений орденом «За заслуги» III ступеня, медаллю «За відзнаку у військовій службі» І ступеня, Подякою Президента України, Почесною грамотою Верховної Ради України, Почесною грамотою Кабінету Міністрів України, Подякою Прем'єр-міністра України, Грамотою Державного управління справами, відзнакою «Знак пошани», Почесною грамотою та двома Подяками Київського міського голови, відзнакою Державного комітету України у справах національностей та міграції, Почесною грамотою Міністерства закордонних справ України та ін.
Церковні та громадські нагороди: Орден Андрія Первозванного II ст. (2012); Орден Святого рівноапостольного князя Володимира III ст. (2000); орден Архистратига Михаїла (2003), медаль 2000-ліття Різдва Христового УПЦ КП (2000); Почесна відзнака Товариства «Україна-Світ».
Заслужений діяч науки і техніки України (23 серпня 2014).